# Hans Albrecht Lusznat
Hans Albrecht Lusznat (* 22. Januar 1955 in Jena) ist ein deutscher Kameramann, Fotograf  und Autor filmtechnischer Artikel.

## Leben
Nach dem Abitur in Krefeld am Niederrhein studierte Hans Albrecht Lusznat in München Theater- und Kommunikationswissenschaften und machte ein Diplom im Fachbereich visuelle Kommunikation an der Hochschule für bildende Künste Hamburg bei Professor Gerd Roscher. Als Kameramann arbeitet Lusznat hauptsächlich im Bereich des Dokumentarfilms, zusammen mit Regisseuren wie Wolfgang Ettlich, Thomas Koerner, Eckhart Schmidt, Bettina Ehrhardt, Michael Wulfes, Christian Weisenborn, Christian Gramstadt, Hans A. Guttner, Peter Heller, Ute Casper, Kim Koch und Helmut Schulzeck.

## Fachautor
Lusznat schreibt seit 1977 regelmäßig über film- und fernsehtechnische Neuheiten und Grundlagen in Fachzeitschriften wie dem Film & TV Kameramann.

## Filmografie (Auswahl)
- 1976: Kittelfilme
- 1977: Bürger verändern ihren Stadtteil
- 1978: Ein altes Haus bekommt neues Leben
- 1980: Familiengeschichte
- 1982: Wir und unser Ort
- 1984: BMW Magazin (Betriebsfernsehen)
- 1986: Ich habe mich noch nie so wohl gefühlt wie hier
- 1989: Nicht um jeden Preis
- 1990: Der Trucker Sepp
- 1991: Ausgerechnet Bananen
- 1992: Schöner als Fliegen
- 1993: Alles Schrott
- 1994: Die Schützes – Helden zwischen Bananen und Kohl (Adolf-Grimme-Preis 1994)
- 1995: New Orleans – City of Jazz
- 1997: Grenzgänger oder Mein Großvater war ein Quantenphysiker
- 1998: Leben für den FC Bayern
- 1999: Die 68er Story
- 1999: Wir machen weiter! … Die Schützes – Ein Leben in Deutschland 1989–1999
- 2000: Venedig – als hätten wir geträumt.
- 2000: Gestern ist heute
- 2001: Im Osten geht die Sonne auf – Leben mit dem FC Energie Cottbus
- 2002: Willi wills wissen (Serie diverse Folgen)
- 2002: Im Westen ging die Sonne auf – Kleine Geschichten von Kohle und Fußball
- 2003: Poltrait
- 2004: Männer im Trenchcoat, Frauen im Pelz
- 2004: Hitlers letzte Tage – Der Film 'Der Untergang'
- 2005: Der Fußballtempel – Eine Arena für München (über den Bau der Allianz Arena)
- 2005: Filmlegenden. Deutsch
- 2006: Der Heinz vom Film
- 2006: Jerry Lewis – König der Komödianten
- 2006: Schwabing – Meine nie verblasste Liebe
- 2007: The Real Daktari
- 2007: Kampf um die Kinder – Afghanistan zwischen Krieg und Frieden
- 2008: Adolf „Adi“ Katzenmeier – Der Vater der Nationalmannschaft
- 2008: Heimat – Deine Filme, 2 Teile
- 2008: Sean Scully – Gegen den Strom
- 2008: Du bist mein Afrika. Eine schwarz-weiße Liebesgeschichte
- 2008: Hat der Motor eine Seele? 1908 – Im Auto um die Welt (über Hans Koeppen)
- 2008: Grüß Gott Gams – Felix und die Wildschützen der Alpen
- 2008: Mythos Wiesn
- 2009: Kolonialmama – Eine Reise in die Gegenwart der Vergangenheit
- 2009: Glückliche Reise
- 2009: Zugabe – Talentprobe. Ein Wiedersehen
- 2010: Mythos Metropolis
- 2010: Die Schützes – Leben nach der Wende 1990 bis 2010
- 2010: Kent Nagano: Montréal Symphonie
- 2010: Art comes from Need – Sean Scully
- 2011: Meine ferne Familie
- 2012: Das Hotel BISS
- 2013: Cafe Ta'amon, King-George-Street, Jerusalem
- 2013: Body and Brain
- 2013: Die Hohenzollernstrasse 2003–2013 (eine Langzeitdokumentation)
- 2014: Bitter Essen – China – Eine Reise in den toten Winkel
- 2015: Meine Reise in die DDR – 25 Jahre später[4]
- 2016: Bist Du Beatles oder Stones[5]

## Fotoausstellungen
- Sequenzen, Kunstverein München 1975
- Familiencircus – Supercircus, Stadtmuseum München 1984
- Glaubenssache, Universität Bielefeld 2003
- Nostalgia, Bad Aibling 2004
- Glaubenssache, Herford 2004
- Granin da ris d’or, Novara 2005
- Menschen und Orte in Milbertshofen, München 2014[6]
- Menschenskinder, BAF, München 2016[7]

## Bibliografie (Auswahl)

### Fotobände
- … und wo arbeiten deine Eltern? – Kinder erfahren etwas über die Arbeitswelt. Zus. mit Elke Andersen Ravensburger Verlag, Ravensburg 1982. ISBN 3-473-55039-6
- Kinder vom Circus – aus dem Leben von Alfred und Liane. Zus. mit Thomas Klinger und Wanda Zacharias. Ravensburger Verlag, Ravensburg 1983, Tb-Ausgabe 1984. ISBN 978-3-473-33391-2
- Kindertage – drei Kinder erzählen ihren Alltag auf d. Land u. in d. Stadt. Zus. mit Thomas Klinger. Maier Verlag, Ravensburg 1983. ISBN 3-473-33390-5
- Durchblick – Videofilme selbermachen. Zus. mit Jürgen Heckmanns und Thomas Klinger. Weismann Verlag, München 1983. ISBN 3-88897-006-7.
- Die Geschichte vom gelben Teich. Zus. mit Thomas Klinger und dem Figurentheater Blechkiste. Kinderbuchverlag Reich, Luzern 1983. ISBN 3-276-00019-9.
- Charlie Rivel: Schööön!. „Zum 85jährigen Geburtstag d. grossen Clowns“. Zus. mit Thomas Klinger. Eichborn Verlag, Frankfurt am Main 1981. ISBN 3-8218-1702-X
- Beuys boxt. Belleville-Verlag. 2021. ISBN 978-3-946875-13-0

### Fotoillustrationen
- Jango Edwards: Ich lebe dich. Zus. mit Thomas Klinger. Aus d. Amerikan. von Teja Schwaner u. Pociao. Sphinx Verlag, Basel 1983. ISBN 3-85914-612-2
- Samy Molcho: Körpersprache. Zus. mit Thomas Klinger. Übersetzt u. a. ins Französische und Schwedische. Goldmann Verlag, München 1983 (26. Aufl. 2013). ISBN 978-3-442-17382-2.

### Kameratechnik / Kameraarbeit
- Jahrbuch Kamera 1980–2017. Texte und Informationen über Videokameras, Tongeräte und Belichtungsmesser. Ingeborg Weber Verlag Film&TV Kameramann, München 1980–2017. ISSN 0948-1419
- Unter Kameraleuten – 100 Jahre Kameraverbände in Deutschland. Marburg 2025. ISBN 978-3-7410-0498-8